# 수산항 (양양군)
수산항(水山港)은 강원특별자치도 양양군 손양면 수산리에 있는 어항이다. 1991년 1월 1일 국가어항으로 지정되었다. 관리청은 해양수산부 동해어업관리단, 시설관리자는 양양군수이다.

## 어항 연혁
- 수산리의 역사는 정확히 알 수 없으나 이 마을에 먼저 정착한 것으로 알려진 남평 문씨가 7대째 살고 있는 것으로 보아 최소한 2백년은 넘은 듯하다. 앞에는 동해바다가 있고 뒤에는 산이 있어 수산이라 부르게 되었으며 일명 '수무'라고도 한다.
- 설악산의 줄기와 동해의 남대천이 만나는 곳에 위치한 수산항은 양양국제공항과 인접하고 있어 교통의 요충지 역할을 담당하며 세력권 어선의 어업근거지 역할도 담당하고 있다. 1992년 기본시설계획을 수립하면서 개발에 착수한 후 1996년 수치모형실험(항내매몰방지대책)을 실시하면서 항으로 더욱 발전을 거듭했다.[1]

## 어항 구역
본 항의 어항구역은 다음과 같다.
- 수역: 수산봉 정상에서 정동으로 700m 점(해상) 이점에서 정남으로 790m 점(해상)과 이점에서 정서로 육지부와 연결하는 선을 따라 형성된 공유수면[2]
- 육역: 강원특별자치도 양양군 손양면 수산리 89-10 외 5필지[3] (상세내역은 생략)

## 어항 시설
외항 남방파제, 동방파제 및 돌제부두가 축조되어 있으며, 내측에는 물양장 시설을 갖추어 어선들이 이용하고 있고, 대형선박까지 수용할 수 있도록 냉동공장 전면에 매립공사를 시행하여 항세를 확장하고 있다.

## 개발 계획
- 2008년 8월 18일 변경 고시된 수산항(국가어항) 개발계획은 다음과 같다.[4]
  - 북방파제 585m, 남방파제 240m, 물양장 430m, 익제 180m, 선양장 70m, 호안 250m, 진입도로 180m, 친수공간 1식, 준설 22천m3
- 2011년 1월 17일 강원 양양군(군수 이진호)은 국가어항인 수산항에 수산물 위판장 시설을 설치하겠다고 밝혔다.[5]

## 주요 어종
수산항의 주요 어종은 오징어, 양미리, 가자미, 광어, 문어 등이다.

## 주변 관광
- 수산항은 길게 뻗은 방파제가 있어 주말이 되면 각지에서 온 낚시꾼들로 붐빈다. 방파제 낚시로는 우럭과 노래미 등이 주로 잡히며, 낚은 고기를 즉석에서 회로 썰어먹는 맛도 수산리에서 만나는 또 다른 즐거움이다. 남대천 연어축제에 직접 참여해 볼 수 있다. 요트항도 있어 이국적인 풍경을 자아낸다.[6]

## 축제
- 남대천 연어축제